# Panické Dravce
Panické Dravce és un poble i municipi d'Eslovàquia. Es troba a la regió de Banská Bystrica. La primera menció escrita de la vila es remunta al 1573.

## Demografia
| Godina             | 1994 | 2004   | 2014   | 2024   |
| ------------------ | ---- | ------ | ------ | ------ |
| Nombre de persones | 718  | 737    | 745    | 738    |
| Diferència         |      | +2,64% | +1,08% | −0,93% |

| Godina             | 2023 | 2024   |
| ------------------ | ---- | ------ |
| Nombre de persones | 737  | 738    |
| Diferència         |      | +0,13% |